# Joseph Reid Anderson

Joseph Reid Anderson

Joseph Reid Anderson (* 16. Februar 1813 in Walnut Hill im Botetourt County, Virginia; † 7. September 1892 auf den Isles of Shoals, New Hampshire) war ein US-amerikanischer Ingenieur, Brigadegeneral des konföderierten Heeres im Sezessionskrieg und freier Unternehmer.

## Leben
Anderson wurde 1813 in Walnut Hill geboren. Er besuchte die Militärakademie in West Point, New York, die er 1836 als Viertbester seines Jahrganges im Rang eines Leutnants abschloss. 1837 verließ er das US-Heer und arbeitete die nächsten 5 Jahre als Ingenieur in Virginia. Seine Verbindung mit der Tredegar Iron Co. in Richmond, Virginia, begann 1841 und machte ihn zum größten Industriellen des Südens zu seiner Zeit. Er baute die Firma so weit aus, dass sie bis 1860 eine der führenden Hersteller von Lokomotiven, Eisenwaren, Kabel und Kanonen wurde.
Als Unterstützer der sezessionistischen Regierung wurde er am 3. September 1861 zum Brigadegeneral ernannt, kommandierte zuerst eine Brigade in North Carolina, danach in Virginia. Er bestand mehrere kleinere Gefechte während der Schlacht am Beaver Creek und bei Gaines Mill. Beim Gefecht am White Oak Swamp wurde er im Juni 1862 verwundet. Etwas mehr als einen Monat später quittierte er den Dienst und übernahm wieder die Leitung der Tredegar Iron Co.
Danach wurde die Firma wieder zunehmend produktiv, allerdings auch ausgebremst durch die Unfähigkeit des Südens genügend Bodenschätze herbeizuschaffen. Nach dem Fall von Richmond wurde die Firma von der Bundesverwaltung beschlagnahmt und erst 1867 wieder freigegeben, mit Anderson an der Führungsspitze. 